# Ron Flockhart
Ron Flockhart (n. 16 iunie 1923, Edinburgh, Regatul Unit – d. 12 aprilie 1962, Dandenong Ranges⁠(d), Victoria, Australia) a fost un pilot de Formula 1. De-a lungul carierei a luat startul în 13 curse, niciuna din pole-position. Nu a câștigat nicio cursă și a terminat o singură dată pe podium, acumulând 5 puncte în întreaga activitate ca pilot de Formula 1.